# 清龍寺
清龍寺（せいりゅうじ）は、新潟県十日町市霜条にある1568年（永禄11年）の創建の曹洞宗の寺院。山号は赤城山（せきじょうざん）。
第九十七番札所山田寺の聖観音と子安観音が移され、山頂には文殊菩薩も建立。妻有百三十三番札所・第九十六番札所になっている。裏山は川西句碑公園として、千本のブナ林の中、遊歩道をたどりながら点在する33基の句碑を鑑賞できる。毎秋には市民の句碑公園俳句大会も行われている。

## 句碑
- 大きな炉燃えゐることと思い訪う（高野素十）
- 越の国奥魚沼乃雪九尺（北村桐舎）
- 遅れたる荷負の見えて山桜（金山柏樹：24代住職 金山良晃）
- 万緑や魚沼なれば山なれば（太田白南風）
  - 最初の句碑は、芦の芽会育ての親「北村桐舎句碑」で1974年（昭和49年）に建立、その後1987年（昭和62年）に「高野素十句碑」が建てられた。裏山のブナ林は新潟県濶葉樹保存会の協力で整備、1994年（平成6年）春に川西町も遊歩道・東屋・トイレなどを整備し、境内からブナ林を思索できる俳諧寺になっている。句碑公園保存会の会長は、25代住職「金山有紘」が務めている。2013年（平成25年）11月19日、著書『俳句-その芸術性』が「第8回 新潟出版文化賞」文芸部門賞を受賞。[4]

## 寺院の周辺

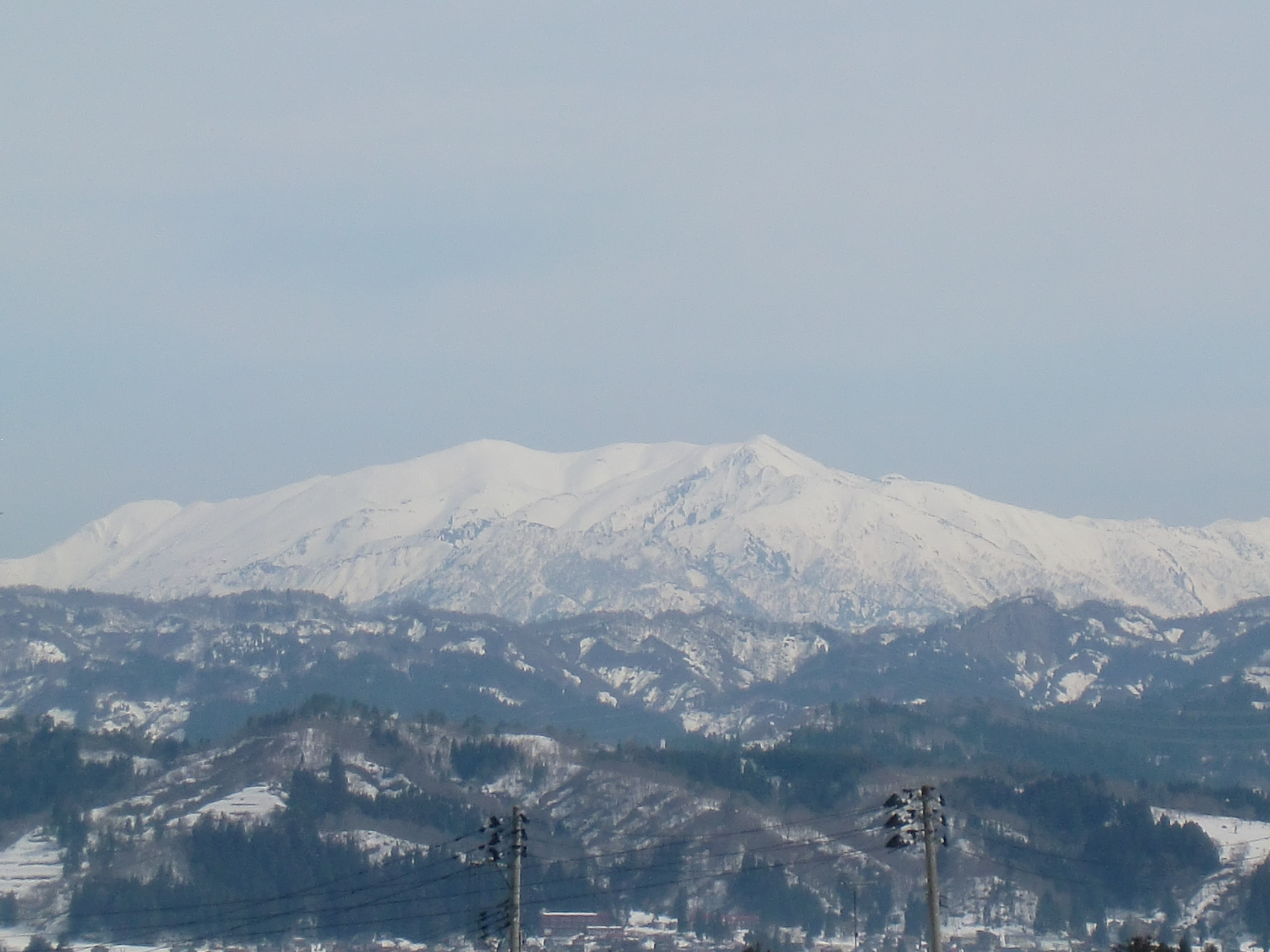
金城山・割引岳・巻機山・牛ヶ岳を清龍寺より、撮影（2012.04.15）

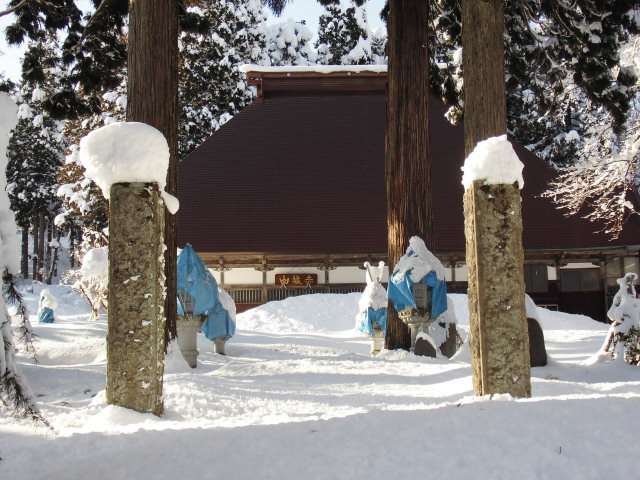
冬景色の曹洞宗赤城山清龍寺（2014.01.15）

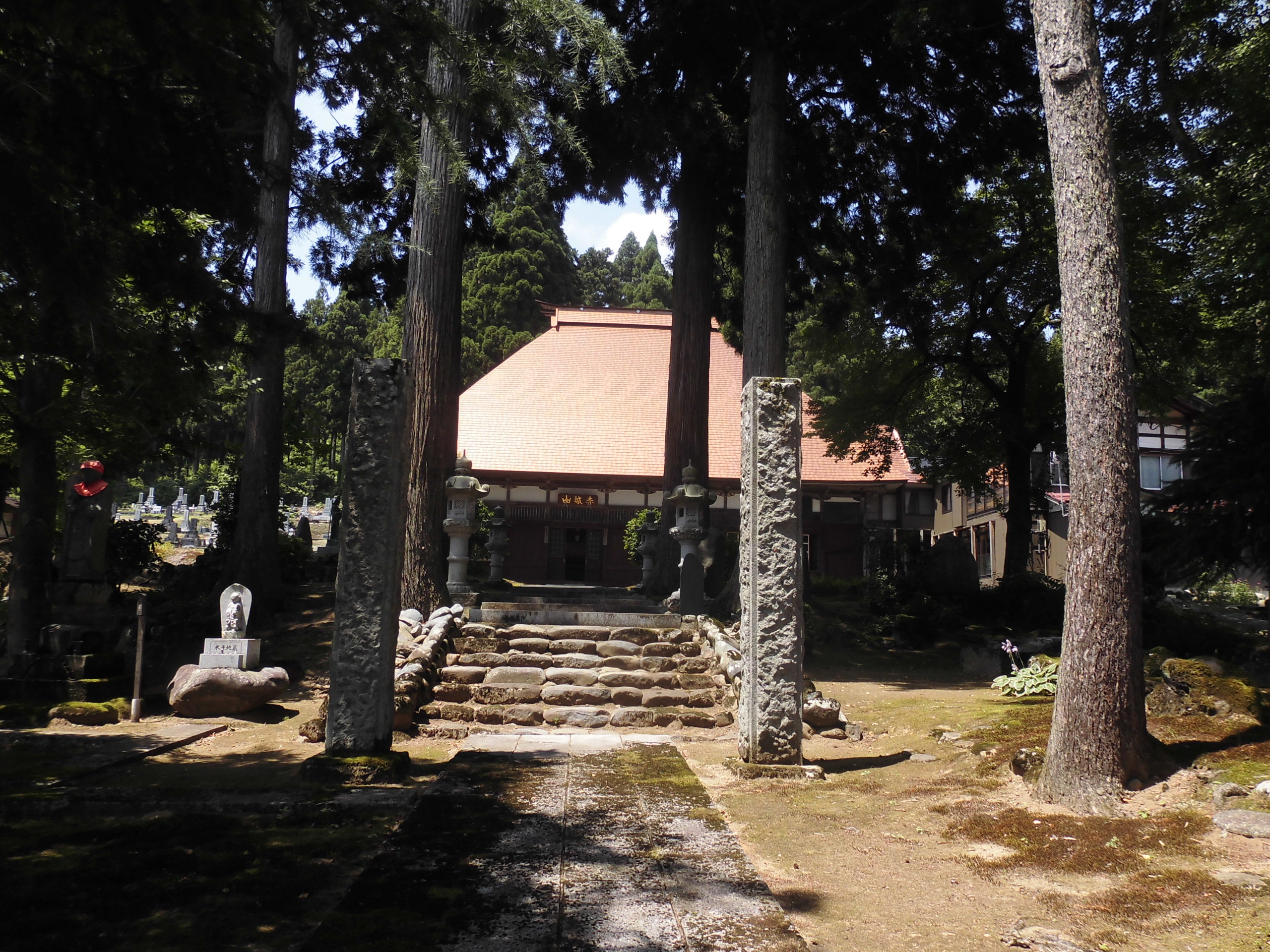
夏の曹洞宗赤城山清龍寺（2015.08.09）

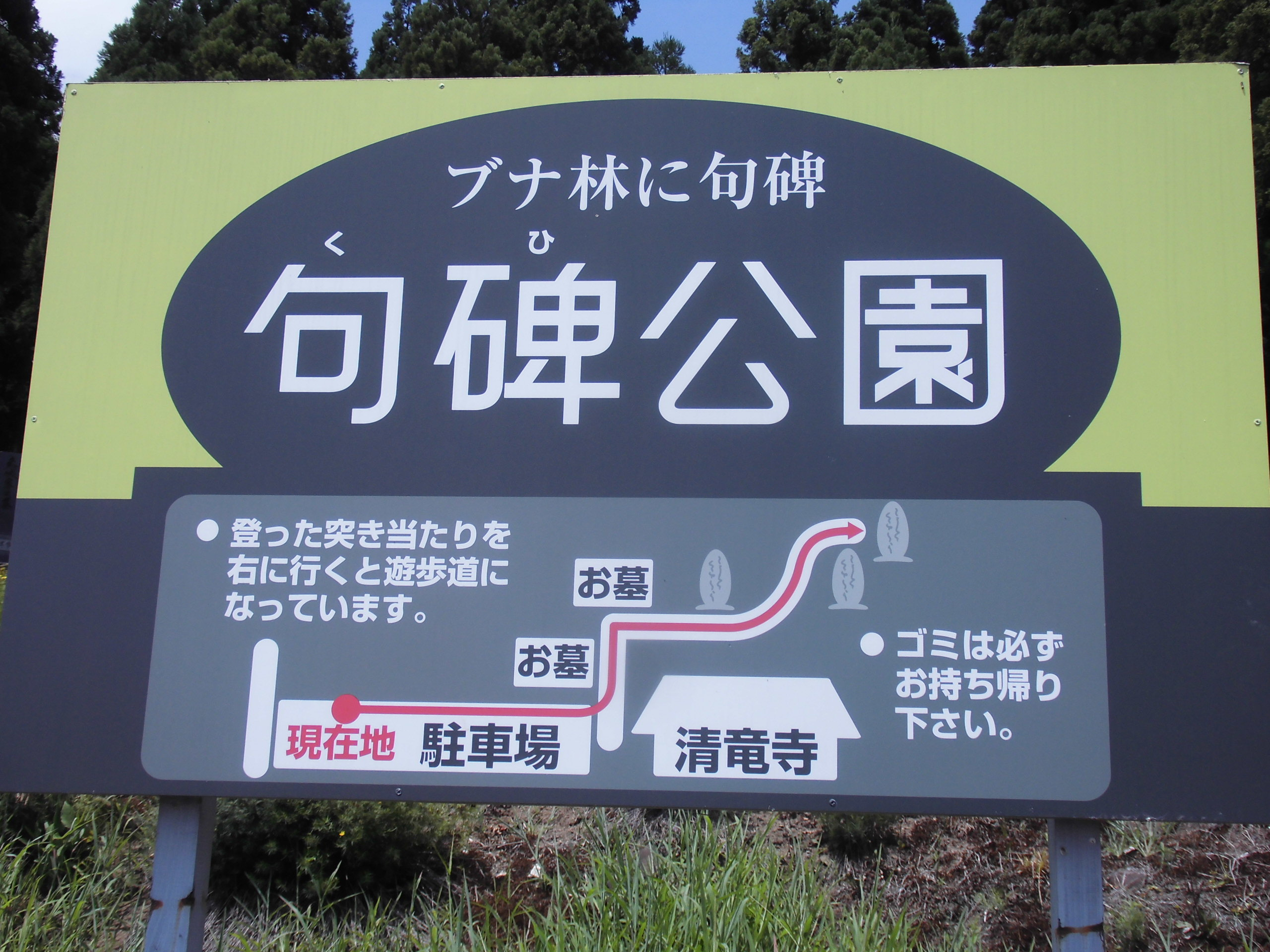
句碑公園の案内

川西町 (新潟県)#名所・旧跡・観光スポット・祭事・催事も参照。
- 千手観音
  - 千手観音十七夜祭礼
- 大地の芸術祭 越後妻有アートトリエンナーレ
- 松乃井酒造場
- 小嶋屋総本店
- 千手温泉 千年の湯
- 岩瀬ほたるの里
- 大白倉の棚田

## 交通アクセス
公共交通
- 北越急行ほくほく線・JR東日本飯山線十日町駅より、越後交通「川西経由 小千谷行」または「小白倉行」乗車（所要約20分）[5]、「観音様入口」下車後徒歩20分。

車
- 関越自動車道六日町インターチェンジから八箇峠道路・国道253号経由、車で約30分。越後川口インターチェンジより国道117号経由、車で約20分。

## 関連書
- 金山有紘 著『良寛の俳句～その面白さ』考古堂 ISBN 9784874998748（発行日 2018年10月10日）
- 金山有紘 著『俳句-その芸術性』玄文社 ISBN 9784906645206 （発行日 2012年8月15日）
- 金山有紘 著書『日英両語の比較研究と英語俳句を基にした英語音節の指導について』
- 金山柏樹・金山有紘 著書 『山毛欅：句集』